# Північноатлантичний договір
Північноатланти́чний до́говір — міжнародна угода, укладена 4 квітня 1949 року у Вашингтоні, США, західноєвропейськими та північноамериканськими країнами з метою об'єднання зусиль для колективної оборони, збереження миру та безпеки в Північноатлантичному регіоні. Договір став установчим документом створення Північноатлантичного альянсу.

## Історія, передумови підписання договору
Історія підписання Північноатлантичної угоди безпосередньо пов'язана з подіями, що відбувалися у світі після Другої світової війни. Загроза післявоєнного реваншизму в Німеччині, а згодом і агресивна політика СРСР спонукали європейські країни і США шукати нової архітектури європейської безпеки. Зведення «залізної завіси», переворот у Чехословаччині в лютому 1948 року, блокада Радянським Союзом навесні того ж року окупаційних зон Берліна — всі ці дії вимагали адекватної реакції.
Початком процесу формування оборонного союзу країн Заходу можна вважати зустріч у Брюсселі 4 березня 1948 року представників Бельгії, Великої Британії, Люксембургу, Нідерландів і Французької республіки, на якій обговорювалася англо-французька пропозиція розробки договору про взаємну допомогу. 17 березня 1948 року був підписаний Брюссельський договір. Метою Брюссельського договору була спільна протидія можливій у майбутньому агресії з боку Німеччини, а також військова кооперація як відповідь на можливу радянську агресію.
У випадку іноземної агресії згідно договору відносно невеликі військові сили союзників повинні були діяти спільно. Однак уже на перших зустрічах керівників міністерств оборони союзників, на яких оцінювались наявні військові ресурси держав-членів союзу, дійшли висновку про їх недостатність і необхідність отримання допомоги, у тому числі від США — виникла ідея розширення західного оборонного союзу за рахунок Сполучених Штатів і Канади та створення спільної системи оборони в євроатлантичному регіоні. В березні-квітні 1948 року з відповідними пропозиціями до Білого дому звернулися міністри закордонних справ Франції Жорж Бідо та Великої Британії і Ернст Бевін. Публічного розголосу концепція отримала під час виступу в парламенті Канади міністра закордонних справ (згодом — прем'єр-міністра) цієї країни Луї Сен-Лорана 28 квітня 1948 року. Наступним найважливішим кроком на шляху підписання Північноатлантичної угоди стало прийняття 11 червня 1948 року сенатом США резолюції Ванденберга, яка дозволяла урядові укладати в мирний час договори про союзи з іншими державами за межами американського континенту. Реалізація ідеї створення спільної системи оборони перейшла в практичну площину.

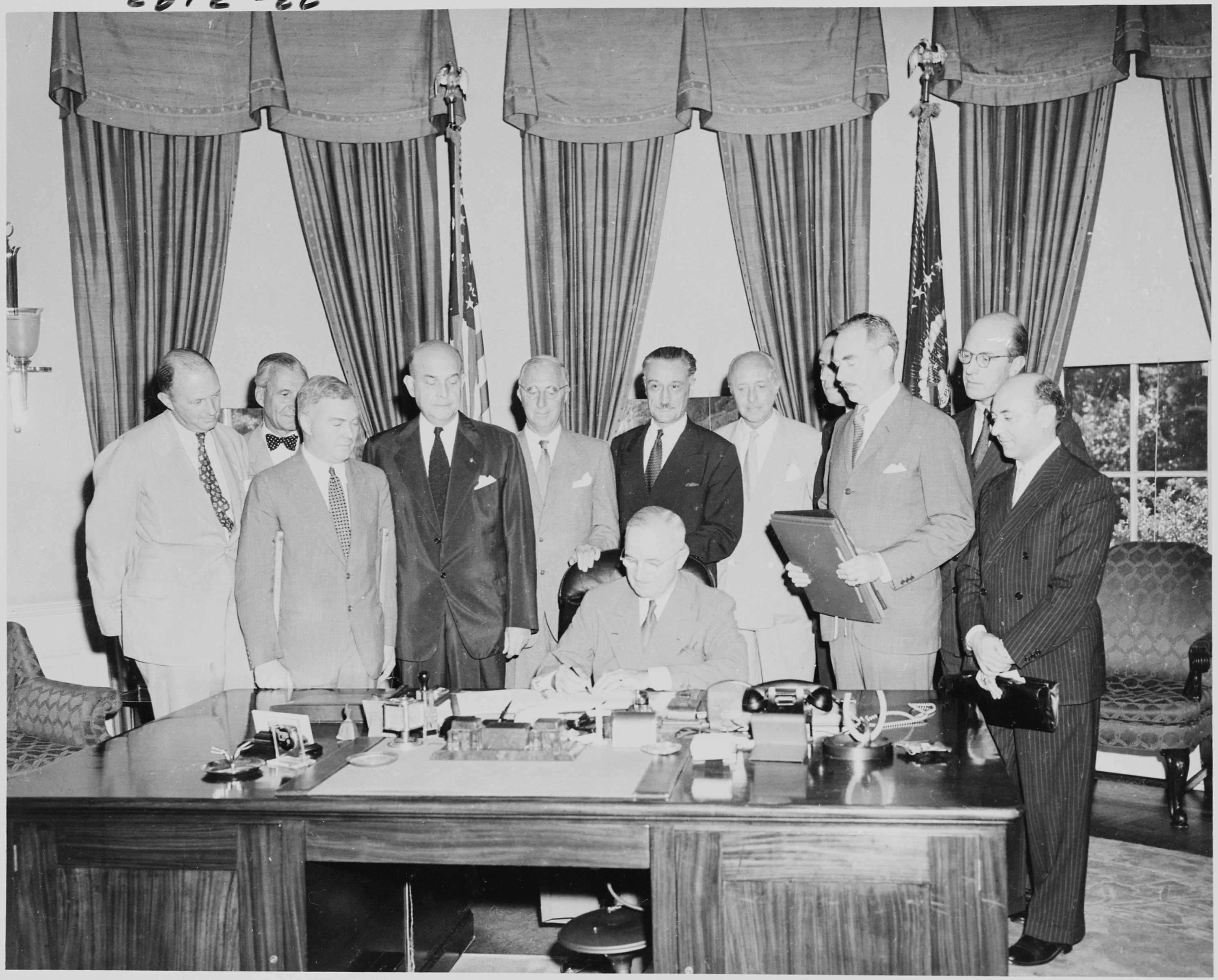
Імплементація Договору президентом США Гаррі Труменом 24 серпня 1949

У листопаді 1948 року розроблений Радою Західноєвропейського союзу проєкт атлантичного пакту був надісланий у Вашингтон. Узгоджений проєкт був підготовлений у грудні того ж року. В цей же період виникла ідея прилучення до запланованого проєкту низки держав Північної та Південної Європи, де якраз відбувалися дискусії щодо створення скандинавського та середземноморського регіональних безпекових пактів. Пропозиція не знайшли належної підтримки скандинавських країн (Швеція, Фінляндія), однак висловили бажання виступити підписантами договору Данія, Ісландія, Італія, Норвегія та Португалія. Текст майбутнього Договору дванадцяти держав був опублікований для ознайомлення широкої громадськості 18 березня 1949 року. Підготовка Договору отримала різкого спротиву з боку СРСР, уряд якого 31 березня 1949 року виступив з нотою протесту, де зазначалося, що створюваний союз має агресивну спрямованість і суперечить як статуту ООН, так і чинним договорам між Радянським Союзом і Великою Британією, Францією та США. У відповідь на це міністри закордонних справ країн-підписантів у заяві від 2 квітня відкинули висловлені звинувачення, наголосивши на суто оборонному характері альянсу і його відповідності Статуту Організації Об'єднаних Націй.
Північноатлантичний договір був підписаний 4 квітня 1949 року у Вашингтоні представниками урядів Бельгії, Великої Британії, Данії, Ісландії, Італії, Канади, Люксембургу, Нідерландів, Норвегії, Португалії, Сполучених Штатів Америки та Французької республіки. Після завершення процесу ратифікації Договору всіма учасниками та депонування відповідних документів у США він набув чинності з 24 серпня 1949 року.

## Держави— учасники Північноатлантичного договору

Схема приєднання держав до Північноатлантичного договору за роками

Перші дванадцять держав, що підписали його, і таким чином стали засновниками НАТО:
| - Бельгія - Велика Британія - Данія - Ісландія - Італія - Канада | - Люксембург - Нідерланди - Норвегія - Португалія - США - Французька республіка |

Пізніше, згідно зі статтею 10 Договору, до нього приєдналися наступні країни:
- Грецьке королівство (1952)
- Туреччина (1952)
- Федеративна Республіка Німеччина (1955)
- Іспанія (1982)
- Чехія (1999)
- Угорщина (1999)
- Польща (1999)
- Болгарія (2004)
- Естонія (2004)
- Латвія (2004)
- Литва (2004)
- Румунія (2004)
- Словаччина (2004)
- Словенія (2004)
- Албанія (2009)
- Хорватія (2009)
- Чорногорія (2017)
- Північна Македонія (2020)
- Фінляндія (2023)

## Основні положення
У преамбулі Договору підкреслюється, що його учасники об'єднують свої зусилля для здійснення колективної оборони та підтримання миру і безпеки у відповідності до Статуту ООН, що є основоположним при формулюванні цілей і завдань організації, декларується, що договірні сторони підтверджують свою відданість цілям і принципам Статуту Організації Об'єднаних Націй і своє бажання жити в мирі з усіма народами і урядами. Другою метою проголошена рішучість сторін захищати свободу, спільну спадщину і цивілізацію своїх народів, засновані на принципах демократії, свободи особистості та законності. Третя мета Договору полягає в об'єднанні зусиль з метою створення колективної безпеки та збереження миру.
У договорі зроблений особливий акцент на тому, що відповідно до Статуту Організації Об'єднаних Націй сторони зобов'язуються вирішувати усі міжнародні спори, учасниками яких вони можуть стати, не ставлячи при цьому під загрозу міжнародні мир, безпеку та справедливість. Вони також взяли на себе обов'язок утримуватися від будь-якого застосування сили або загрози її застосування в міжнародних відносинах, якщо це суперечить цілям ООН. Увага сторін Договору також акцентовано на обов'язку сприяти подальшому розвитку міжнародних відносин миру і дружби шляхом зміцнення своїх вільних інституцій, досягнення більшого розуміння принципів, на яких вони ґрунтуються, сприяння створенню умов стабільності і добробуту. Закріплюється обов'язок сторін прагнути до усунення протиріч у своїй зовнішній економічній політиці та сприятимуть економічному співробітництву між будь-якими з них і між собою в цілому.
В договорі закладаються спільні підходи до зміцнення військового потенціалу держав-членів. А саме в інтересах більш ефективного здійснення цілей Договору сторони як порізно, так і спільно, шляхом постійного і ефективного вдосконалення власних можливостей та взаємодопомоги підтримують і нарощують свою індивідуальну і колективну здатність протистояти збройному нападу. При цьому у разі виникнення небезпеки для будь-якої з сторін Договору, якщо, на думку якоїсь із них опиняться під загрозою її територіальна цілісність, політична незалежність чи безпека, закріплена обов'язковість попередніх консультацій між сторонами.
Основоположною для системи колективної безпеки є стаття 5 Договору, що отримала особливу актуальність у сучасних умовах, і яка встановлює що збройний напад на одну або кількох з них у Європі чи у Північній Америці вважатиметься нападом на них усіх і кожна з країн-членів зобов'язана надати допомогу стороні або сторонам, які зазнали нападу, включаючи застосування збройної сили.
У договорі закладений фундамент формування структури органів управління НАТО. Основним органом прийняття політичних рішень стала Північноатлантична рада, яка при необхідності створює допоміжні органи. Тим самим Альянс ще раз зробив акцент на своєму оборонному характері — при його утворенні він формально не створив власного механізму для планування і проведення операцій за межами своєї географічної зони. Блок формально є координуючим органом. Важливою особливістю альянсу стало також те, що, незважаючи на основну проголошену мету — зміцнення стабільності і підвищення добробуту (що властиво цивільним організаціям) — він все ж спочатку створювався як організація військова. Однак аналіз динаміки розвитку механізму правового регулювання даного процесу, в тому числі через створення органів управління та реалізацію нових функцій, вказує крім військового, на більш широкий суспільний напрямок розвитку, також закладений спочатку.
Географічна зона дії договору — Північноатлантичний район — також описана в статті 5. Вона включає території країн-учасниць, острови, які знаходяться під їх юрисдикцією в Атлантичному океані на північ від тропіку Рака, кораблі та повітряні судна будь-якої з країн-учасниць в цьому районі.
Північноатлантичний договір укладений на невизначений термін. Зазначені в тексті договору терміни стосуються часу можливого початку консультацій «з метою перегляду договору» та терміну, після закінчення якого «будь-яка сторона, може відмовитися від участі в договорі». Договір може бути переглянутий після взаємних консультацій сторін на вимогу будь-якої з них. Згідно зі статтею 12 Договору, ці консультації можна проводити «після закінчення 10-річного терміну з дня набуття чинності договору або в будь-який наступний час», приймаючи при цьому до уваги «чинники, що впливають в даний момент на мир і безпеку в Північноатлантичному районі, включаючи розвиток як загальних, так і регіональних угод, укладених відповідно до Статуту Організації Об'єднаних Націй для підтримки міжнародного миру і безпеки».
Що стосується відмови від участі в договорі, то, відповідно до статті 13, «після закінчення 20-річного терміну з дня набуття чинності договору, будь-яка сторона, може відмовитися від участі в договорі через рік після заяви про денонсацію, направленої уряду Сполучених Штатів Америки, який повідомить урядам інших договірних сторін про депонування кожної заяви про денонсацію». На сьогодні жодна країна не використовувала цю можливість, обмежившись виходом з військової організації (Франція з 1966 до 2012) або невступом до неї (Іспанія та Ісландія).